# Nashville (Kansas)
Nashville è un comune (city) degli Stati Uniti d'America della contea di Kingman nello Stato del Kansas. La popolazione era di 64 persone al censimento del 2010.

## Geografia fisica
Nashville è situata a 37°26′22″N 98°25′19″W (37.439320, -98.421898).
Secondo lo United States Census Bureau, ha un'area totale di 0.22 miglia quadrate (0.57 km²).

## Storia
Nashville è stata fondata circa nel 1888. Deve il suo nome alla città di Nashville, la capitale del Tennessee.
Il primo ufficio postale a Nashville è stato creato nell'agosto 1887.

## Società

### Evoluzione demografica
Secondo il censimento del 2010, c'erano 64 persone.

### Etnie e minoranze straniere
Secondo il censimento del 2010, la composizione etnica della città era formata dal 98,4% di bianchi e l'1,6% di afroamericani.